# Anzola dell'Emilia
Anzola dell'Emilia é uma comuna italiana da região da Emília-Romanha, província de Bolonha, com cerca de 10.366 habitantes. Estende-se por uma área de 36 km², tendo uma densidade populacional de 288 hab/km². Faz fronteira com Bologna, Calderara di Reno, Castelfranco Emilia (MO), Crespellano, Sala Bolognese, San Giovanni in Persiceto, Zola Predosa.

## Demografia
| Variação demográfica do município entre 1861 e 2011                               |
|                                                                                   |
| Fonte: Istituto Nazionale di Statistica (ISTAT) - Elaboração gráfica da Wikipedia |